# Égei-szigetek
Az Égei-szigetek (görögül: Νησιά Αιγαίου; törökül: Ege Adaları) az égei-tengeri szigetek csoportja, szárazföldön nyugatra és északra Görögországgal, keleten Törökországgal határos; tengeren délen Kréta szigetével, Rodosszal, Kárpáthosszal és Kászosszal délkeleten határos. Az Égei-tenger ókori görög neve szigetcsoport ( ἀρχιπέλαγος, szigetcsoportok), később használták a benne lévő szigetekre, ma általánosságban bármely szigetcsoportra használják.

## Szigetcsoportok
Az Égei-szigeteket hagyományosan hét csoportra osztják északról délre:
- Északkeleti-Égei-szigetek (Trák-tenger)
- Nyugat-Égei-szigetek (Évia)
- Szporádok (északi)
- Kükládok
- Szaróni-szigetek
- Dodekanészosz (déli szporádok)
- Kréta

## Fordítás
Ez a szócikk részben vagy egészben  az   Aegean Islands című angol Wikipédia-szócikk ezen változatának fordításán alapul.  Az eredeti cikk szerkesztőit annak laptörténete sorolja fel. Ez a jelzés csupán a megfogalmazás eredetét és a szerzői jogokat jelzi, nem szolgál a cikkben szereplő információk forrásmegjelöléseként.